# 米塔格山 (哥達山)
46°29′47″N 8°23′07″E / 46.496456°N 8.385359°E
米塔格山（Mittaghorn），是瑞士的山峰，位於該國西南部，由瓦萊州負責管轄，屬於勒蓬廷山中哥達山的一部分，距離加利納峰0.44公里，海拔高度3,015米。